# ルイ・エスピノサ
ルイ・エスピノサ（Louie Espinoza、1962年5月12日 - ）は、アメリカ合衆国の男性プロボクサー。アリゾナ州グローブ出身。元WBA世界スーパーバンタム級王者。元WBO世界フェザー級王者。世界2階級制覇王者。

## 来歴
1982年11月23日、プロデビューを果たし3回1分10秒TKO勝ちで白星でデビューを飾った。
1984年6月15日、ドウェイン・プラチェットと対戦し8回判定勝ち。
1985年8月3日、全米アリゾナ州スーパーフェザー級王者ロニー・ガリーと対戦し6回2分36秒TKO勝ちを収め王座獲得に成功した。
1986年5月1日、カルメロ・ネグロンと対戦し4回TKO勝ち。
1987年1月16日、ベテラン・メモリアル・コロシアムでビクトル・カジェハの王座返上で空位となったWBA世界スーパーバンタム級王座決定戦でトニー・ベロイと対戦し4回1分52秒TKO勝ちで王座獲得に成功した。
1987年7月15日、マヌエル・ビルチェスと対戦し最終15回1分56秒TKO勝ちで初防衛に成功した。
1987年8月15日、テキサス州サンアントニオのフリーマン・コロシアムでマイク・アヤラと対戦し9回37秒KO勝ちで2度目の防衛に成功した。
1987年11月28日、ロベルト・クレメンテ・コロシアムでフリオ・ヘルバシオと対戦し12回0-3(114-117、113-116、112-116)の判定負けで3度目の防衛に失敗し王座から陥落した。
1988年4月8日、NABF北米スーパーバンタム級王者ジェローム・コーフィーと対戦し5回2分46秒TKO勝ちで王座獲得に成功した。
1988年5月27日、ヘスス・ポール12回0-3(112-116、113-115、111-115)の判定負けで初防衛に失敗し王座から陥落した。
1989年4月4日、全米アリゾナ州フェザー級王者アダム・ガルシアと対戦し7回TKO勝ちで王座獲得に成功した。
1989年5月21日、ベテランズ・メモリアル・コロシアムでIBF世界フェザー級王者ホルヘ・パエスと対戦し12回1-1(114-114、113-116、115-113)の判定で三者三様の引き分けに終わり2階級制覇に失敗した。
1989年11月11日、WBO世界フェザー級王者マウリシオ・ステッカと対戦。36戦無敗の王者を相手に7回2分58秒TKO勝ちで2階級制覇に成功した。
1990年4月7日、ラスベガス・ヒルトンでIBF世界フェザー級王者ホルヘ・パエスと王座統一戦で再戦したが12回1-2(2者が113-115、115-113)の判定負けで初防衛に失敗し王座から陥落、IBF王座獲得に失敗した。
1991年8月12日、NABF北米フェザー級王者ホセ・ルイス・マルチネスと対戦し8回2分59秒KO負けで王座返り咲きに失敗した。
1992年2月23日、サンフランシスコのシビック・センターでUSBA全米フェザー級王者ルーペ・グティエレスと対戦し3回KO勝ちで王座獲得に成功した。
1993年3月23日、後のWBC世界スーパーフェザー級王者でNABF北米フェザー級王者ジェシー・ジェームズ・レイハと対戦し12回0-3(110-117、112-115、不明)の判定負けで再度王座返り咲きに失敗した。
1994年3月25日、後のWBC世界フェザー級王者でNABO北米フェザー級王者セサール・ソトと対戦し12回判定負けで王座獲得に失敗した。
1995年3月31日、アナハイムのアローヘッド・ポンドでWBC世界フェザー級王者アレハンドロ・ゴンザレスと対戦し12回0-3(112-116、111-117、110-117)の判定負けでWBOに続く王座獲得に失敗した。
1996年2月2日、元WBC世界フェザー級王者でWBU世界フェザー級王者ケビン・ケリーと対戦したが12回0-3(109-119、2者が110-118)の判定負けで王座獲得に失敗した。
1996年12月12日、IBO世界ライト級王者トニー・ペップと対戦し12回0-3の判定負けで王座獲得に失敗した。
1997年5月5日、後の世界2階級制覇王者でNABF北米スーパーフェザー級王者ヘスス・チャベスと対戦し8回負傷判定負けで王座獲得に失敗した試合を最後に現役を引退した。

## 獲得タイトル
- 全米アリゾナ州スーパーフェザー級王座
- WBA世界スーパーバンタム級王座(防衛2)
- NABF北米スーパーバンタム級王座
- 全米アリゾナ州フェザー級王座
- WBO世界フェザー級王座(防衛0)
- USBA全米フェザー級王座